# Bunila
Bunila è un comune della Romania di 368 abitanti, ubicato nel distretto di Hunedoara, nella regione storica della Transilvania.
Il comune è formato dall'unione di 5 villaggi: Alun, Bunila, Cernișoara Florese, Poienița Voinii, Vadu Dobrii.